# Raión de Petrove
Petrove (en ucraniano: Петрівський район) es un raión o distrito de Ucrania en el óblast de Kirovogrado. 
Comprende una superficie de 1195 km².
La capital es la ciudad de Petrove.

## Demografía
Según estimación 2010 contaba con una población total de 28954 habitantes.

## Otros datos
El código KOATUU es 3524900000. El código postal 28300 y el prefijo telefónico +380 5237.